# Oitão
Oitão é uma banda brasileira de hardcore formada em 2008 na cidade de São Paulo.
A banda tornou-se nacionalmente conhecida através do programa 200 Graus, exibido pelo canal Discovery Home & Health, que mostrou a rotina do Oitão e do chef de cozinha Henrique Fogaça, que é o vocalista da banda.
Além deste, a banda acumula passagens pelos mais renomados festivais de rock do Brasil como Knotfest Brasil, Maximus Festival, Abril Pro Rock, Porão do Rock, Virada Cultural em São Paulo  e Manaus, Black River Metal Fest, Goiânia Noise Festival, além do Projeto Música Extrema do Sesc.[carece de fontes?]

## História
A banda foi formada em 2008 na cidade de São Paulo/SP. Segundo Henrique Fogaça, o nome da banda tem a ver com uma coincidência de datas: "Foi uma coincidência de datas. O guitarrista fazia aniversário no dia 8 e o baterista também. A mãe do baixista também é do dia 8, assim como a minha mãe. Um amigo que estava próximo sugeriu, então, o nome Oitão. Acatamos a ideia na hora e assim começou. O nosso tiro de "oitão" é através das letras".
O primeiro disco – 4º Mundo (Independente, 2009) – conta com participações especiais de Jão (Ratos de Porão), Marcão (Lobotomia) e Marcus D’Angelo (Claustrofobia), importantes figuras do Punk/Hardcore/ Metal brasileiro.
Em 2012, a banda foi destaque do Estúdio Showlivre, que foi transmitido ao vivo no dia 10 de abril daquele ano.
Em abril de 2013, fazem o show de abertura para a banda Dead Kennedys, em apresentação em São Paulo.
Em 2014, o Oitão viu sua agenda de shows aumentar com a disparada do sucesso de Fogaça desde a sua estreia como jurado no programa MasterChef Brasil, da TV Bandeirantes.
O segundo álbum de estúdio da banda foi lançado em 2015, com o selo Against Records. O CD em formato digipack foi gravado no estúdio Datribo, produzido pelo renomado Ciero e conta com participação de Badauí do CPM 22 e Tatola do Não Religião.

Em 2017, a banda foi uma das atrações do Maximus Festival, que teve Linkin Park, Prophets Of Rage, Slayer e Ghost.
Em março de 2020, lançam o videoclipe do single "Instinto Sujo".
Em junho de 2020, lançam o lyric video para a canção “Proteste”, com letra que faz referência ao momento caótico da política brasileira em meio à pandemia do coronavírus. No mês seguinte, sai o videoclipe deste música.
Em agosto de 2020, os irmãos Marcus e Caio D’Angelo deixam a banda a tem volta do baterista original do Oitão, Benê, e quem assume o baixo é Tchelo Martins.
Em agosto de 2021, o baterista Bruno Santin passa a integrar a banda.
Em agosto de 2022, lançam "Um Grito de Paz" nas plataformas digitais, o primeiro single do novo disco Sem Fronteiras.
Em setembro de 2022, a banda se apresenta no Rock District, do Festival Rock in Rio.
Em dezembro de 2022, se apresentam no Knotfest Brasil, em São Paulo, na mesma noite de Judas Priest, Pantera, Sepultura e Trivium.
Em outubro de 2023, lançam o single e videoclipe "Borderless", com participação especial do Brujo (vocalista do Brujeria), gravado na aldeia Tekoá Itakupé, uma comunidade indígena guarani no Pico do Jaraguá, em São Paulo.

## Integrantes
- Henrique Fogaça - vocal
- Tadeu Dias - guitarra
- Ed Chavez - baixo
- Marcelo B.A - bateria

### Ex-integrantes
- Ciero (guitarra)

## Discografia
- 2009 - 4º Mundo (Independente)[38]
- 2015 - Pobre Povo (Against Records)[39]